# Skwali Indian Reserve 3
Skwali Indian Reserve 3 är ett reservat i Kanada.   Det ligger i provinsen British Columbia, i den södra delen av landet, 3 500 km väster om huvudstaden Ottawa.
I omgivningarna runt Skwali Indian Reserve 3 växer i huvudsak barrskog. Runt Skwali Indian Reserve 3 är det ganska tätbefolkat, med 248 invånare per kvadratkilometer.